# Thomomys bottae aureus
Thomomys bottae aureus is een knaagdier dat voorkomt in zuidwestelijk Noord-Amerika. Dit dier is een ondersoort van de valleigoffer (Thomomys bottae). Hij is oorspronkelijk beschreven door J.A. Allen (1893). De typelocatie, de plaats waar het exemplaar vandaan komt op basis waarvan de ondersoort oorspronkelijk is beschreven, is Bluff City in Utah.
Er is één synoniem, latirostris Merriam, 1901 (Little Colorado, Arizona).